# Manasse Tyiseseta

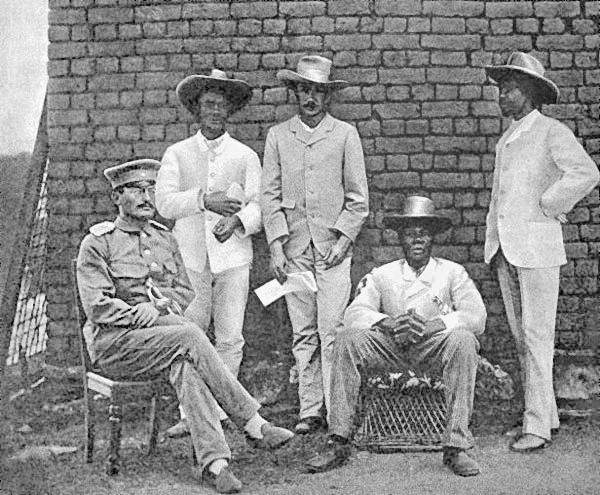
Theodor Leutwein (links sitzend), Zacharias Zeraeua (2. von links) und Manasse Tyiseseta (sitzend, 4. von links), Samuel Maharero (rechts), 1895

Manasse Tyiseseta (nach anderer Schreibweise Tjiseseta) (* 25. April 1850 in Otjimbingwe; † 17. April 1898 in Omaruru) war vom 25. November 1884 bis zu seinem Tod Führer der Ovaherero um Omaruru im früheren Deutsch-Südwestafrika, heute Namibia.

## Leben
Manasse Tyiseseta war ein Schüler des Otjimbingwer Augustineums. Mit Christian Wilhelm Zeraeua zog er im Jahre 1867 nach Omaruru (damaliger Name: Okonjose). Hier war Manasse von 1871 bis 1882 als Schullehrer tätig und heiratete eine der Töchter Zerauas, Albertina (1861–1951). Sie hatten die Kinder
- Michael Tyiseseta (1872–1924)[2]
- Hugo Tyiseseta (1877–1951)[3]
- Charlotte Tyiseseta Zeraua (1881–1951)[4]

Victor Franke berichtete, dass während der Rinderpest-Epidemie von 1897 Manasse Tyiseseta sich weigerte, seine Rinder impfen zu lassen.
Manasse starb am 17. April 1898 an Typhus. Seine Beisetzung erfolgte neben der Ruhestätte von Christian Wilhelm Zeraua auf dem alten Friedhof in Omaruru.

## Regierungszeit
Manasse Tyiseseta war ein Halbbruder des Chiefs Tjaherani (Regierungszeit etwa von 1860 bis 1876) und wurde nach dessen Tod im Jahre 1884 Führer der Ovaherero von Omaruru (nach anderen Quellen am 29. November 1876 nach dem Tod von Christian Wilhelm Zeraeua). Am 3. November 1885 wurde ein Schutzvertrag zwischen Manasse und Heinrich Ernst Göring als Vertreter des Deutschen Reiches in Anwesenheit der Missionare Carl Gotthilf Büttner und dem als Dolmetscher tätigen Gottlieb Viehe abgeschlossen. Manasse gelang es, viele Jahre die Unabhängigkeit seines Stammes gegenüber den Deutschen und dem Oberführer Samuel Maharero zu erhalten. Dazu trugen seine Handelsbeziehungen mit der Kap-Kolonie bei, besonders der Handel mit Waffen und Munition ebenso wie seine eigene bewaffnete Truppe.
Im August 1891 wurde von den deutschen Behörden Samuel Maharero als oberster Ovaherero-Führer anerkannt. Das akzeptierten jedoch andere Führer der Ovaherero nicht, so Manasse Tyiseseta von Omaruru, Kandji Tjetjo von Owikokorero, der Ovambanderu-Führer Kahimemua Nguvauva sowie Riarua. Diese erhoben selbst Ansprüche auf die Ovaherero-Führerschaft. Am 26. November vermittelte Theodor Leutwein ein Treffen zwischen den Otjimbingwern Samuel Maharero und Zacharias Zeraua mit Manasse Tyiseseta bei Omaruru zwecks einer Einigung. Daraufhin verlor Manasse seine unabhängige Position und Omaruru erhielt eine deutsche Militärgarnison.